# Transalp Challenge
De Transalp Challenge, ook wel de Transalp genoemd, is een meerdaagse mountainbikewedstrijd door de Alpen. De Transalp is ontstaan in 1997 ontstaan op initiatief van het Duitse mountainbikeblad "Bike".
De wedstrijd wordt tot op heden uitgezet en georganiseerd door Ulli Stanciu.

## Algemeen
De wedstrijd voert traditioneel van Duitse Garmisch-Partenkirchen naar het Italiaanse Riva del Garda. De afgelopen jaren is de wedstrijd uitgegroeid tot een waar "volksspektakel". Dit komt doordat er sinds het begin maar 500 teams van 2 personen aan de wedstrijd deel mogen nemen. Deze startbewijzen zijn steeds binnen enkele uren uitverkocht. De wedstrijd heeft een duur van 8 dagen, waarin circa 700 kilometer worden overbrugd. Elke deelnemer die de finish haalt, wordt traditioneel als een held binnen gehaald.

## Deelnemers
Het speciale aspect aan de Transalp is dat de deelnemers bestaan uit een mix van professionals en amateurs. Bekende personen die in het verleden deel hebben genomen aan deze wedstrijd zijn onder andere Bart Brentjens, Maarten Nijland, Mirko Celestino, Ned Overend, Tinker Juarez, Carl Platt en Carsten Bresser.

## Zijn gelijke...
In de mountainbike-sport wordt de Transalp als de zwaarste Europese koers gezien. Zelfs op globale schaal kent hij volgens velen zijn gelijke niet. In Canada kent men de Trans Rockies, welke vooral in kou en sneeuw wordt gereden. In Zuid-Afrika kent men de Cape Epic, welke voorzien is van een verzengende hitte. En in Australië kent men de Crocodile Trophy welke bekendstaat om zijn ondraaglijke droogte en stof.
Deze wedstrijden samen zijn de zwaarste mountainbike-koersen ter wereld, die elk door een apart aspect gekenmerkt worden.

## Etappeplaatsen
De etappeplaatsen moeten zich zoals gebruikelijk inkopen en de overnachting voor deelnemers faciliteren. In 2007 zijn de etappeplaatsen Mittenwald, Reith im Alpbachtal, Mayrhofen, Brixen, San Vigilio, Arabba, Val di Fiemme, Folgaria en Riva del Garda.
De koers werd in 2007 in de volgende categorieën gewonnen door:
- Mannen:    Karl Platt en Stefan Sahm       27uur 32min 30sec -
- Dames:     Sandra Klose en Peggy Klose     34uur 43min 20sec -
- Mixed:    Carsten Bresser en Alison Sydor  32uur 10min 50sec